# برج اللقلق
برج اللقلق، هو برج في القدس يقع على زاوية سور البلدة القديمة الشمالية الشرقية، بُني في عهد السلطان العثماني سليمان القانوني عام 1539.

## تاريخ البناء

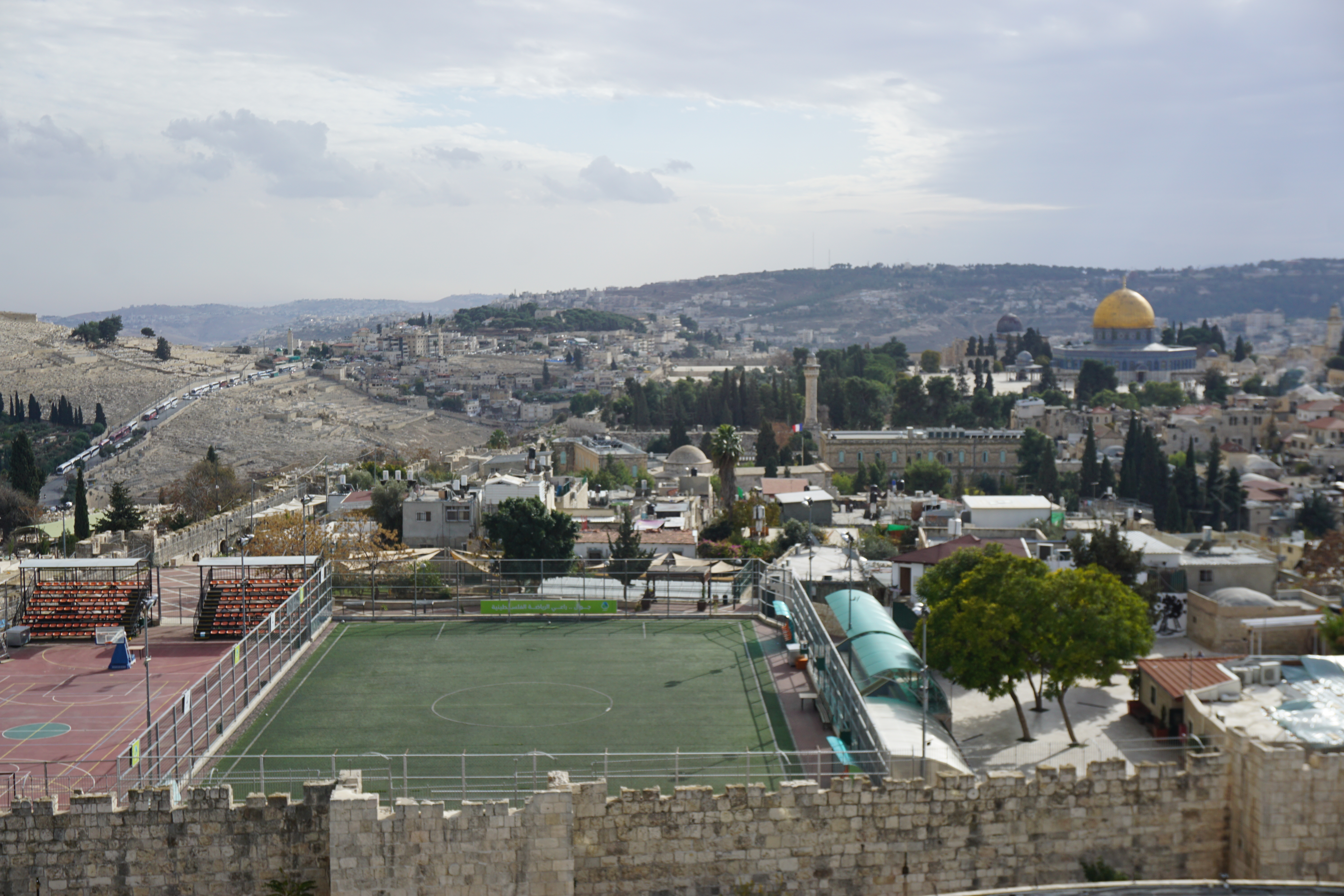
صورة تظهر موقع جمعية مركز برج اللقلق المجتمعية داخل البلدة القديمة في القدس وقد تم التقاطها من برج المتحف الفلسطيني والذي يقع خارج الأسوار

يشير النقش على البرج إلى عام 945 الهجري الذي يوافق 1538-1539 الميلادي، ويحمل البرج سمات معمارية عثمانية. وقد شيد على الأغلب على قاعدة برج أقدم بني جزءا من تحصينات صلاح الدين الأيوبي المدينة عام 1187م.
يتكون البرج من طابقين يمكن الوصول إليهما عبر مدخل صغير من جهة الغرب، ويتشكل الطابق الأول من غرفة شبه مربعة جدرانها جزء من سور المدينة وتطل على النواحي الشمالية والشرقية والجنوبية، وفيها فتحات طولية الشكل لغايات الرماية. وعلى واجهتيه الشمالية والشرقية زخارف هندسية ونباتية.
يطل المبنى على ما كان في الماضي سوق الجمعة، الذي كان مخصصا لبيع الأغنام والمواشي، وكذلك على المقبرة اليوسفية ومتحف روكفلر.

## جمعية برج اللقلق المجتمعي
وعلى أرض البرج والمساحة الممتدة داخل البلدة القديمة يقع مركز جمعية برج اللقلق على مساحة 9 دونمات تملكها عائلتان فلسطينيتان، وقد أسست الجمعية في 10 كانون الأول 1991 وسجلت في اتّحاد الجمعيّات الخيريّة في القدس مؤسسةً وطنيةً غير ربحية تقدم خدمات مختلفة للمجتمع المقدسيّ داخل أسوار البلدة القديمة، وخاصة لأهالي حيّ باب حطة. ففي مواجهة المساعي الصهيونية للاستيلاء على المكان منذ عام 1989 شكلّ السّكان لجنة مجتمعيّة أعلنت المكان ناديًا رياضيًّا واجتماعيًّا.